# Kure
Kure (jap. 呉市 Kure-shi) – duże miasto portowe w Japonii, na wyspie Honsiu, w prefekturze Hiroszima. W okresie II wojny światowej główna baza Japońskiej Marynarki Wojennej.

## Położenie
Miasto leży w południowej części prefektury nad Japońskim Morzem Wewnętrznym, graniczy z miastami:
- Hiroszima
- Higashi-Hiroshima
- Etajima

## Historia
Miasto otrzymało prawa miejskie 1 października 1902 roku.

## Przemysł
W mieście rozwinął się przemysł maszynowy, elektrotechniczny, stoczniowy oraz papierniczy.

## Miasta partnerskie
- Stany Zjednoczone: Bremerton